# ماكسيميليانو فيلازكو
ماكسيميليانو فيلازكو (بالإسبانية: Maximiliano Velazco)‏ (8 مارس 1995 في الأرجنتين - ) هو لاعب كرة قدم أرجنتيني في مركز حراسة المرمى.

## روابط خارجية
- ماكسيميليانو فيلازكو على موقع قاعدة بيانات كرة القدم.إي يو (الإنجليزية)
- ماكسيميليانو فيلازكو على موقع Soccerway.com (الإنجليزية)
- ماكسيميليانو فيلازكو على موقع AS.com (الإسبانية)